# Eden Lake
Eden Lake ist ein britischer Horror-Thriller aus dem Jahr 2008. Es ist der erste Film von James Watkins, der auch das Drehbuch geschrieben hat. Die Weltpremiere fand am 15. Mai 2008 auf den Internationalen Filmfestspielen von Cannes 2008 (außerhalb des Wettbewerbs) statt. Die Deutschlandpremiere war am 12. August 2008 auf der Eröffnung des Fantasy Filmfests in Berlin.

## Handlung
Die Erzieherin Jenny Greengrass und ihr Freund Steve Taylor verlassen für einen Ausflug London und fahren zum Zelten an den Eden Lake im ländlichen englischen Hinterland. Bevor dort im Rahmen eines Bauprojektes eine Gated Community entsteht, wollen die beiden noch einmal am See, der von einem dichten Wald umgeben ist, entspannen. Steve will sich außerdem dort mit Jenny verloben und hat einen Ring dabei, den er ihr bei der passenden Gelegenheit überreichen will. Das Gebiet ist zwar eingezäunt, Steve kennt jedoch eine Stelle, wo ein Durchgang vorhanden ist.
Am See angekommen stoßen beide bald auf eine Jugendbande aus dem nahe gelegenen Ort. Mit ihnen kommt es wegen eines nicht angeleinten Rottweilers und der lauten Musik zu einem Streit, in dessen Verlauf Steve sich aber zurückzieht. Für Jenny, die nur einen Bikini trägt, ist die Anwesenheit zudem unangenehm, da die Jungen sich mit einem Fernglas als Spanner betätigen. Als die Jugendlichen schließlich wieder abziehen, holt einer von ihnen im Vorbeigehen sogar noch kurz seinen Penis aus der Hose und hält ihn in Jennys Richtung.
Am nächsten Morgen müssen sie feststellen, dass ein Reifen an seinem Wagen zerstochen wurde. Er wechselt ihn und die beiden begeben sich in die nahegelegene Ortschaft, um dort zu frühstücken. Als Steve die Bedienung nach einer Gruppe von Kindern fragt, reagiert die Frau sehr unwirsch und betont, dass es sich nicht um ihre Kinder handelt. Auf dem Weg zurück zum Eden Lake stoßen sie auf die Gruppe, die auf Fahrrädern an ihnen vorbeifährt. Steve fährt ihnen nach, verliert sie aber aus den Augen. Sie fahren jedoch kurz darauf an einem Haus vorbei, wo die Räder im Garten liegen. Steve steigt aus, um mit den Eltern zu reden, obwohl Jenny ihm davon abrät. Die Türe ist offen und er gelangt in das Haus. Als plötzlich jemand nach Hause kommt, klettert Steve aus dem Fenster und gelangt über das Dach wieder zurück zur Straße. Dabei kann er beobachten, wie die Jugendlichen hinten im Garten gerade dabei sind, Tiere in einem kleinen Stall zu quälen.
Zurück am See geht Steve tauchen und Jenny schläft am Ufer des Sees. Anschließend bemerken sie, dass ihre Strandtasche mit den Autoschlüsseln und dem Handy gestohlen wurde. Auf dem Fußweg zurück zur Ortschaft werden sie beinahe von den Jugendlichen in dem gestohlenen Auto überfahren. Gegen Abend stoßen sie auf die Bande, die gerade dabei ist, einen eingefangenen Dachs zu quälen. Steve geht auf diese zu und fordert die Herausgabe seines Autos sowie der anderen gestohlenen Gegenstände, darunter eine hochwertige Sonnenbrille von Steve, die Brett, der Anführer der Bande, wie eine Trophäe zur Schau trägt.
Die Lage eskaliert jedoch und es kommt zu einer Rangelei mit der Gruppe, bei der Steve mit einem Messer der Jugendlichen den Rottweiler tödlich verletzt. Wütend wirft Brett daraufhin Steve und Jenny die Schlüssel zu, die mit dem Fahrzeug davonfahren. Brett ist vom Tod seines Hundes jedoch derart aufgebracht, dass er seine Freunde dazu aufruft, die beiden mit ihren Fahrrädern zu verfolgen und sich für die Tat zu rächen. Im Dickicht des Waldes stoßen die Flüchtenden mit einem umgekippten Baum zusammen. Steve wird schwer verletzt und da er das Auto nicht verlassen kann, schickt er Jenny los, Hilfe zu holen. Jenny versteckt sich jedoch im Wald und wartet den Sonnenaufgang ab, um sich dann auf die Suche nach Steve zu begeben, der nicht mehr im Auto ist.
Als sie ihn findet, ist Steve mit Stacheldraht an einen Baumstumpf gefesselt und sieht sich den Misshandlungen der Jugendgruppe ausgesetzt. Einige der Jungen sind der Meinung, dass sie zu weit gegangen sind, woraufhin Brett alle zwingt, Steve mit einem Messer zu verletzen. Er lässt die Taten dabei mit einer Handykamera von Paige, dem einzigen Mädchen der Gruppe, filmen, um die Taten zu belegen und so Gruppenzwang auszuüben. Jenny, die die Szene schockiert und hilflos beobachtet, wird bei dem Versuch, mit ihrem PDA über Bluetooth mithilfe von Steves Handy die Polizei zu alarmieren, entlarvt und gejagt. Da die Jugendlichen nun von Steve ablassen, gelingt es ihm, sich zu befreien. Kurze Zeit später trifft er Jenny im Wald. Sie stoßen auf eine verlassene Holzhütte am See, wo Jenny die Wunden ihres Freundes zu behandeln versucht.
Da Jenny den im Sterben liegenden Steve nicht ausreichend behandeln kann, geht sie los, um Hilfe zu suchen. Es gelingt ihr jedoch nicht, aus dem Wald zu gelangen und die nächste Ortschaft zu erreichen. Auf der Flucht verletzt sie sich ihren Fuß und trifft auf einen Jungen, der am Tag vorher von der Jugendgruppe gehänselt und getreten wurde. Sie bittet diesen um Hilfe und er verspricht ihr, sie in die Ortschaft zu bringen. Es stellt sich jedoch heraus, dass er sie an die Jugendgruppe verrät. Die wütenden Jugendlichen fesseln Jenny zusammen mit dem mittlerweile toten Steve, um beide zu verbrennen. Jenny gelingt die Flucht, aber sie muss noch mit ansehen, wie der Verräter einen Autoreifen um den Hals gelegt bekommt und dann mit Benzin übergossen und angezündet wird. Auch diese Szene wird mit der Handykamera gefilmt.
Als Jenny gerade eine Karte der Umgebung aus einer Orientierungstafel an sich genommen hat, tötet sie im Affekt Cooper, das jüngste und schüchternste Mitglied der Bande, das sich ihr – offenbar in guter Absicht – zaghaft genähert hat. Dieser Vorfall verstärkt Bretts Wut so sehr, dass er einen seiner Mitstreiter erschlägt, als dieser die Polizei rufen will. Auf ihrer Flucht gelangt Jenny zu einer Straße und gerät vor ein Auto, von dessen Fahrer sie mitgenommen wird. Als sich herausstellt, dass dieser aber der Bruder von einem der Jungs ist, kapert Jenny das Auto, als dieser aussteigt, ergreift die Flucht und überfährt dabei absichtlich Paige, die plötzlich vor ihr auf der Straße steht. Anschließend kommt Jenny an einer Kreuzung von der Straße ab, als sie einem Auto ausweichen will, dem sie die Vorfahrt genommen hat. Im Garten des Hauses, vor dem der Unfall passiert ist, wird gerade eine Gartenparty gefeiert, auf die sich Jenny schleppt, bevor sie zusammenbricht. Die Gäste kümmern sich um die schwer gezeichnete Frau, doch dann stellt sich heraus, dass es sich um die Familie der Jugendlichen handelt. Brett taucht auf und bezichtigt Jenny und ihren Freund des Mordes an den Jugendlichen. Coopers Vater kündigt daraufhin im Zorn an, Jenny zu töten. Mit zwei weiteren Männern schleppt er sie zur Dusche. Brett, der etwas sagen will, erhält eine Ohrfeige und wird nach oben geschickt. Dort, in seinem Zimmer, löscht er die Videos auf seinem Handy, um die Beweise für die Misshandlungen im Wald zu vernichten. Er setzt sich nochmals Stevens Sonnenbrille auf, nimmt diese dann aber rasch wieder ab und starrt ausdruckslos in den Spiegel.

## Produktion
Die Dreharbeiten fanden vom 25. Juli bis 10. September 2007 in der englischen Grafschaft Buckinghamshire statt. Als Kulisse für den Eden Lake dienten der Black Park und die Burnham Beeches bei Iver Heath. Die Szenen, die in dem Dorf spielen, entstanden in Farnham Common. Alle weiteren Aufnahmen wurden in den Pinewood Studios gedreht. James Watkins wollte mit dem Film das reale Problem des zwiespältigen Umgangs mit Jugendlichen beleuchten, die einerseits geschützt werden müssen und andererseits eine unberechenbare Aggressivität zeigen können. Christian Colson produzierte schon 2005 den Horrorthriller "The Descent"; wie auch dabei übernahmen bei "Eden Lake" Jon Harris den Schnitt und David Julyan die Filmmusik.

## Rezensionen
Laut Kurt Meinicke von moviemaze.de ist „Eden Lake ein atmosphärisch dichter und kompromissloser Terrorfilm über die Abgründe der heutigen Jugend. In Zeiten von Handypornos und Happy Slapping erhält der Film eine tragische Brisanz, welche auch hauptsächlich für das Funktionieren der Geschichte verantwortlich ist.“ Für Laura Samide von Cinefacts ist die Protagonistin das wichtigste Element: „Der komplette Film ruht auf den zarten Schultern der Darstellerin und sie meistert ihre Rolle mit Bravour. […] Kelly Reilly vermag es der Rolle so viel Leben und Energie einzuhauchen, dass der Film allein durch sie sehenswert wird.“ Carsten Baumgardt kritisiert bei filmstarts.de, dass die „Mischung aus krachendem, fiesem, bluttriefendem Genrefilm und Sozialdrama“ nicht funktioniere, „weil dieser Konflikt nur als Staffage und Vorwand dient, die Kids als böse zu stilisieren und ihre Gewaltbereitschaft von der Leine zu lassen“. Das Lexikon des internationalen Films sieht es ähnlich: „Inszenatorisch durchaus effektvolle Mischung aus Psychothriller und Sozialdrama, die die Beweggründe der jugendlichen Gewalttäter jedoch nie überzeugend zu erklären versteht.“
Auf Rotten Tomatoes hält der Film ein positives Ranking (Tomatometer) von 80 %.

## Indizierung
Im Juli 2009 wurde der Film (Uncut-Version mit der leichten SPIO/JK-Freigabe keine schwere Jugendgefährdung) von der BPjM auf Liste A indiziert. Dies bedeutet, dass der Film aus Sicht der Behörde zwar nicht gegen § 131 StGB (Gewaltdarstellung) verstößt, aber als jugendgefährdend eingestuft wird und daher nicht mehr öffentlich ausgestellt und/oder beworben werden darf. Diese Indizierung wurde 2022 aufgehoben. Nach einer Neuprüfung durch die FSK wurde die ungekürzte Fassung dann mit einer Altersfreigabe ab 18 Jahren freigegeben.

## Auszeichnungen
- Katalanisches internationales Filmfestival: Spezialpreis der Jury gewonnen.
- BIFA: Kelly Reilly als Beste Schauspielerin nominiert.
- Douglas-Hickox-Award: James Watkins nominiert.[12]